# 島田伊平次
島田 伊平次（しまだ いへいじ、1908年〈明治41年〉5月16日 - 没年不詳）は、日本の実業家。元高島副社長、同社相談役。

## 経歴
1908年、東京都生まれ。高千穂高等商業学校第13回卒業。
1937年高島屋商店に入社。その後監査役に選ばれ、1942年高島屋工業取締役資材部長に就任。
工機営業各部長、日本染色監査役を経て常務取締役になり、後副社長に推され1972年定年退職をした。
その他、タカシマビルデング、日本騒音コンサルタント社長を務めた。
妻は高島創業者の高島幸太吉の娘・静枝。